# Burhafe (Südbrookmerland)
Burhafe ist ein ehemaliges Kirchdorf in der Gemeinde Südbrookmerland, das erstmals 1475 mit dem Namen Burhoff bezeichnet wird. Der Ortsname bedeutet Kirche einer Bauerschaft.

## Geschichte
Als sich das Brookmerland im 13. Jahrhundert als autonome Landesgemeinde herausbildete, gliederte es sich in drei Mittelbezirke mit jeweils zwei Hauptkirchen: Marienhafe und Engerhafe, Bedekaspel und Südwolde (das heutige Blaukirchen) sowie Wiegboldsbur und Burhafe. Im 14. Jahrhundert führte der Einbruch der Leybucht zu großen Entwässerungsproblemen im Bereich von Burhafe. Die Niederungsflächen gerieten zunehmend unter Wasser und das Große Meer breitete sich aus. In der Folge musste das Dorf Burhafe, das noch um 1500 dem Kloster Ihlow zugehörig war, nach und nach aufgegeben werden. Heute sind davon nur noch Einzelhöfe in der Victorburer Marsch erhalten, die seit 1735 als Klein und Groß Burhafe aufgeführt werden.
Sie gehören zum Ortsteil Uthwerdum.